# Cylindropuntia thurberi
Cylindropuntia thurberi ist eine Pflanzenart aus der Gattung Cylindropuntia in der Familie der Kakteengewächse (Cactaceae). Das Artepitheton thurberi ehrt den US-amerikanischen Pflanzensammler George Thurber (1821–1890).

## Beschreibung
Cylindropuntia thurberi wächst strauchig mit zerstreut angeordneten Zweigen und erreicht Wuchshöhen von 1,5 bis 4 Meter. Auf den grünen, etwas purpurfarben oder rötlich überhauchten, manchmal glauken, 10 bis 25 Zentimeter langen und 1 bis 1,5 Zentimeter im Durchmesser messenden Triebabschnitten befinden sich breite Höcker. Die gelblich oder grau bewollten Areolen können Glochiden tragen. Die drei bis sieben ausgebreiteten, nadeligen, zarten, gelben bis bräunlichen Dornen sind 0,5 bis 1,2 Zentimeter lang. Ihre papierartigen Dornenscheiden sind gelblich.
Die Blüten sind bräunlich bis zitronengelb. Die verkehrt eiförmigen Früchte sind bedornt. Sie sind 2 bis 3 Zentimeter lang.

## Verbreitung, Systematik und Gefährdung
Cylindropuntia thurberi ist in den mexikanischen Bundesstaaten Sonora und Sinaloa bis in Höhenlagen von 1070 Metern verbreitet.
Die Erstbeschreibung als Opuntia thurberi von George Engelmann wurde 1856 veröffentlicht. Frederik Marcus Knuth stellte die Art 1936 in die Gattung Cylindropuntia. Ein weiteres nomenklatorisches Synonym ist Grusonia thurberi (Engelm.) G.D.Rowley (2006).
Es werden folgende Unterarten unterschieden:
- Cylindropuntia thurberi subsp. thurberi
- Cylindropuntia thurberi subsp. alamosensis (Britton & Rose) U.Guzmán
- Cylindropuntia thurberi subsp. versicolor (Engelm. ex J.M.Coult.) M.A.Baker

In der Roten Liste gefährdeter Arten der IUCN wird die Art als „Least Concern (LC)“, d. h. als nicht gefährdet geführt. Die Art ist sehr reich vertreten, so dass die Entwicklung der Populationen als stabil angesehen wird.

## Nachweise